# Benjamin Alexander (ski alpin)
Pour les articles homonymes, voir Alexander.
Benjamin Alexander est un skieur alpin jamaïcain et ancien disc jockey, né le 8 mai 1983 à Wellingborough.

## Biographie
Benjamin Alexander est né à Wellingborough, en Angleterre, d'un père jamaïcain et d'une mère britannique en 1983 et possède donc la double nationalité. À l'âge de 17 ans, Alexander a commencé à faire du DJ avant de fréquenter l'University College de Londres. Il obtient un diplôme d'ingénieur en 2006 avant d'entamer une carrière dans la finance en 2007.

### Carrière de DJ
En 2010, Alexander a quitté la finance pour devenir DJ professionnel. Il a passé une décennie à faire des tournées dans 30 pays différents et a finalement joué au Burning Man à partir de 2011. Pendant six ans, il est résident d'une fête hebdomadaire à Ibiza, en Espagne, tout en cofondant le festival de musique Further Future. Alexander se retire de son activité de disc jockey en 2018, mais conserve son siège au conseil d'administration du collectif Robot Heart, un camp au Burning Man bien connu.

### Carrière de skieur
En 2016, Alexander a été invité à être le DJ lors d'un voyage de ski à Whistler, en Colombie-Britannique, où il reçoit ses premières leçons de ski. Alexander a commencé à skier professionnellement à la fin de 2019 après avoir assisté aux Jeux olympiques d'hiver de 2018 en tant que spectateur, remarquant seulement trois athlètes jamaïcains représentant la nation de son père.
La première course officielle d'Alexandre a eu lieu le 9 janvier 2020 et il s'est qualifié pour les Jeux olympiques d'hiver de Pékin 2022, le 13 janvier 2022, devenant le premier jamaïcain à concourir dans ce sport aux jeux. En préparation des jeux de 2022, Alexander est régulièrement en contact avec son mentor, Dudley Stokes (en), l'ancien bobeur olympique jamaïcain, depuis début 2020. Pendant ces deux années, il n'a pas d'entraîneur attitré et est privé de compétition pendant de longs mois en raison de la crise sanitaire liée à la covid-19. Il a reçu notamment le soutien de Steven Nyman et Sarah Schleper.

## Palmarès

### Jeux olympiques
| Édition / Épreuve | Slalom géant |
| ----------------- | ------------ |
| JO 2022 Pékin     | 46e          |